# Paolo Canedi
Paolo Canedi (Milano, 27 novembre 1965) è un ex bobbista italiano.

## Biografia
Atleta del Gruppo Sportivo Fiamme Oro venne selezionato per entrare a far parte della Nazionale di bob dell'Italia.
Partecipò alle Olimpiadi di Albertville 1992 dove giunse al 9º posto nel bob a quattro.
Ai giochi invernali di Lillehammer 1994 chiuse al 22º posto nel bob a quattro.
Ai Campionati italiani di bob vinse cinque medaglie: nel bob a due vinse un argento nel 1990, un bronzo nel 1992 e un oro nel 1994; nel bob a quattro vinse due argenti nel 1995 e 1996
Laureato in ingegneria al Politecnico di Milano, terminata l'attività sportiva, ha lavorato nel settore delle telecomunicazioni.